# Club de Béisbol y softbol Sant Boi
Il Club de Béisbol y softbol Sant Boi è una squadra di baseball e softball spagnola, con sede a Sant Boi de Llobregat. Milita nella División de Honor, massima serie del campionato spagnolo.

## Storia
Venne fondato nel 1971; fino al 1983 ebbe il nome di Cinco Rosas, nome del quartiere di origine, mentre in seguito cambiò nome per rappresentare l'intera città. Il primo trofeo arrivò nel 2002, quando conquistò la Coppa del Re, nuovamente ottenuta nel 2003 insieme alla prima affermazione in División de Honor. Interruppe così il dominio del Viladecans che deteneva il titolo nazionale dal 1982. Dopo la terza vittoria in Coppa del Re, nel 2007 raggiunse la finale di Coppa delle Coppe.
Vinse nel 2010 il suo secondo campionato, cui seguirono, negli anni duemiladieci, altre tre edizioni della coppa nazionale ed altri successi in ambito catalano.

## Palmarès
- Campionati spagnoli: 2

2003, 2010
- Coppe del Re: 6

2002, 2003, 2006, 2015, 2016, 2019

### Competizioni regionali
- Campionati catalani: 3

2013, 2014, 2015
- Coppa Catalana: 1

2012

### Finali perse
- Coppe del Re: 3

2004, 2009, 2011
- Coppa delle Coppe: 1

2007